# 主将!!地院家若美
『主将!!地院家若美』（しゅしょう ちいんけわかみ）は、漫画家コンビのやきうどんによる、「BL系（?）格闘ギャグ漫画」。
本項では、その続編である『田舎ぐらしの若美さん』についても記述する。

## 解説
主将!!地院家若美
『マガジンSPECIAL』（講談社）に2004年No.12号から2011年No.10号まで連載された。
古来から受け継がれる秘伝の暗殺拳「地院家流」の伝承者である地院家若美が、高校の柔道部主将として部員を指導しつつ持ち前の破廉恥な個性で騒動を巻き起こす日常の裏で、親友にして対極の暗殺拳伝承者である天院家老醜との相克の運命を背負って闘う二面性を軸に描いた、異色の格闘技ギャグ漫画。
本格的な格闘描写と過激な下ネタギャグや女性キャラクターのお色気シーンとのギャップが本作の特徴である。また、時事問題や社会風刺的なネタもたびたび見られる（例：いじめ、ひきこもり、DQNネーム、モンスターペアレント、農業の衰退など）。
田舎ぐらしの若美さん
電子書籍サイト「ebook japan」のBLレーベル『BLfranc』にて2019年8月30日から公開中。
就職活動もままならない若美が放浪の旅先で赤木武尊と出会い、武尊が暮らす群馬県我妻村の過疎化を食い止めるために奮闘するBL系ギャグ漫画。
少年誌での連載だった前作と違い、ボーイズラブ専門のレーベルでの掲載であるため、格闘描写が少ないものの、性的かつ妖艶な表情の描写が多い。
なお、本作では原作担当のうどんはうどんまんぼう、作画担当のやきはヤキガシタロウとそれぞれ改名している。

## あらすじ

### 主将!!地院家若美
イケメン高校生の若鳥飛翔は、女ばかりの一家で育ったために、女性的で気が弱いことが悩みの種。ある日、電車で痴漢の濡れ衣を着せられそうになった飛翔は、怪しい風体だが滅法強い柔道部の主将・地院家若美に助けられる。「強くなりたければ柔道部へ来い」と誘われた彼は早速入部するが、待ち受けていたのは美少年をこよなく愛する若美による「トレーニング」と称したセクハラの嵐だった。
困惑しながらも、頼れる副主将の雨宮業秋や、若美を慕う天然ボケの美少女・桃戸美柑ら個性的な仲間達に囲まれて、飛翔は次第に逞しく成長してゆく。

### 田舎ぐらしの若美さん
幾多のバカッター行為を犯した事により、就職すらままならない若美は老醜に誘われて、バイクでの放浪の旅に出ていた。そんな中で群馬の片田舎・我妻村に踏み入った若美はDQNな連中に絡まれていた男子高校生・赤木武尊を助ける。勇敢な若美に惹かれ、我妻村の過疎化に落胆する武尊は「この村で僕と一緒に働きませんか？」と誘う。好みのタイプゆえに、さらにお近づきになりたいと考えていた若美は快く了承した。こうして、若美の目眩く甘い妄想と欲望が迸る、田舎暮らしが始まった。

## 登場人物

### 大内裏高校

#### 柔道部
地院家 若美（ちいんけ わかみ）
本作の主人公。大内裏高校2年（連載開始時）・柔道部主将（段位四段）。地院家流合気柔術伝承者。男を愛し、女を憎む日本一の益荒男。
露出からSMまで嗜む変態でいわゆるオカマキャラだが、人間離れした強さと身体能力を持つ。常に自分の嗜好と享楽を優先に行動し、練習と称した男子部員へのセクハラや部の内外問わない変態行為は、雨宮をして「頼むから死んでくれ」と言わしめるほど。欲望が絡むと筆跡の模写や黒魔術など様々な特技を披露し、また満月の夜には性欲が7倍に増す。通称「若美の使徒」と呼ばれる変態仲間がいる。
極度の女嫌いで、戦闘モード時以外に女性の裸を見たり体に触れるとダメージを受けるが、美柑のことは弟子としてそれなりに認めており、淡藻のことも武道家として評価している。
幼くして両親を亡くし、現在は地院家当主。家訓に従い、3歳の頃から母親の直伝で地院家流合気柔術を習っていたが、天地両院家の男に課せられた「天地合の儀式」を避けるため、幼少時は性別を女と偽って育てられていた。
「天地合の儀式」で自身が命を落とし周囲も巻き込んでしまう危険を見越し、妹の螺木奈には幼少期から冷たく当たっているが、彼に儀式をする気がないなら彼女に男を生んで貰うと言ったカーリヤに怒りを露わにする等、本心では大切に思っている。また母のことを尊敬しており、彼女を超える武道家になることが目標である。
第82話にて、老骸との戦いの最中に美柑への愛情を自覚。彼にとって異性を愛することは死にも勝る屈辱であったため、「最高の精神的苦痛」を味わうことによってのみ会得出来る天地究極奥義「天上天下唯我独尊」に開眼。老骸を倒し、長年にわたる天地両院家の因縁に決着をつけた。
なお、彼の原型は、作者の一人であるうどん（当時は柳澤鉄郎名義）の前作『まんが少年三国志21』に登場した同名のキャラクターである。
『田舎ぐらし』では相変わらず非常識な乱行ぶりが仇となり、就職活動もままならない状態で放浪の旅に出る。その旅先で赤木武尊と出会った事で妄想と欲望全開の田舎暮らしに明け暮れ、過疎化阻止を目指す。
若鳥 飛翔（わかとり ひしょう）
大内裏高校1年A組（連載開始時）。幼い頃父親を亡くし、女ばかり（母・姉・妹）の家庭に育ったため女性的で気弱な性格であることを悩んでいた折に、若美に誘われ柔道部に入部。若美のセクハラの格好の標的にされている。ストーリーが進むにつれ、他人を頼って守られてばかりの自分を反省し、自ら若美を投げ飛ばしたり、あえて若美との寝技の稽古も受けるなど精神的な成長が見られるようになったものの、相変わらず家族には頭が上がらないようである。
実力は蜜柑には劣るが、若美との稽古で非常識な動きを経験していることもあり、柔道歴一年未満でレギュラーを獲得するなど優れた素質を見せている。
雨宮をやや盲目的に慕っており、それを利用して若美に迫られたり、雨宮が原因で若美の餌食になることもある。
本人は至ってノーマルだが、常に若美にまとわりつかれているせいで周囲からあらぬ誤解を抱かれており、美少年であるにもかかわらず全くモテず、女性と付き合ったことはない。美柑のことが好きだが、彼女からは異性として意識されていない。しかし、淡藻や螺木奈ら身近な女性からは、恋愛感情とまではいかないものの好意的な印象を抱かれており、特に淡藻とは次第によい雰囲気になることが増えた。
『田舎ぐらし』では自動車免許を取ったばかりの淡藻のために運転練習で行った「我妻村夏祭り」に二人一緒で顔を出している。
桃戸 美柑（ももと みかん）
大内裏高校1年A組（連載開始時）。小柄で巨乳の美少女。天真爛漫な性格で天然ボケの傾向がある。柔道部の紅一点（螺木奈が入部するまで）にして、若美に地院家流合気柔術を教わる唯一の人物。痴漢被害に遭っていたところを助けられたことから若美に憧れ、彼を追って入部した。若美に対し、報われない想いを一途に寄せ続けている。飛翔から好意を寄せられていることには全く気づいていない。
入部間もない時点で、覚えたての技で飛翔を投げ飛ばすなど天性の素質を持っており、柔道部1年で最強となる。また、身体能力のみならず「気」の潜在能力も優れており、老醜からも「菩薩の気」を持つとして注目されるようになる。自覚は無いが霊感もかなり強い。時折若美や螺木奈に対し母を思わせるような言動を見せることがあり、若美いわく老醜の母の面影があるという。
『田舎ぐらし』にて、アメリカ全土を制覇し、男子王者を瞬殺するほどの女流格闘家として活躍している事が判明。帰国して「我妻村夏祭り」に合流するも再びアメリカに戻った。
雨宮 業秋（あまみや なりあき）
大内裏高校2年（連載開始時）・柔道部副将。文武両道に優れた常識人で、若鳥にとって最も頼れる良き兄のような先輩。中学3年生の時に柔道大会で若美に敗れ、その強さの秘訣を知るため、若美に誘われて大内裏高校へ進学した。冬美という妹がいる。
若美を諌められる唯一の存在で、若美や白人、月先生が校内で度々起こす迷惑行為の謝罪を一手に引き受けており、彼らが具体的な懲罰を受けずに済んでいるのは彼の人望と活躍によるところも大きい。ストーリーが進むにつれて若美の行為に諦めを覚えたり、自棄を起こすことも増え、苦労が絶えない。若美や白人とは違って裏社会との戦いに関わることは少ないが、単純な柔道の腕前ならば二人にも劣らないほどの部内トップの実力者。
常にアスリートであることを自らに課しているため、身体に刺激のある飲食類は一切口にしない主義。そのためカフェインを摂取しただけで酔っぱらい、普段は真面目な分タガが外れてしまう。
三平 白人（みひら はくと）
大内裏高校2年（連載開始時）・柔道部員。自称忍者の末裔で、校内にトラップを仕掛ける・生徒を技の実験台にするなどの問題行動を繰り返す傍迷惑な忍術オタク。しかしその実力はかなり高く、柔道部では雨宮や若美と並ぶトップクラスの実力者で、忍術の腕前そのものも趣味の域を超越しており、トラップ戦術で若美を倒したこともある。マイペースな性格のようでいて、自分の評判を気にするなど繊細な一面もある。柔道の県大会では個人戦で雨宮と共にオール一本勝ちで優勝したが、団体戦で若美に試合をぶち壊されて全国大会には出場出来なかった。
スパイ修行の一環として忍術の教えを請われたことがきっかけで、久美と親しくなる。
父が天院家に仕えているため若美や老醜とは幼少時代からの付き合いで、時に協力関係を結ぶことも。実は「天地合の儀式」まで若美の身を守るための護衛の任務を命じられている。天院家老骸曰く、人を殺めても汚れることのない白い心の持ち主である。
『田舎ぐらし』では岩櫃山での修行中に若美の使徒たちと遭遇し、合流して草むしりを手伝った。また「真田忍者祭り」にも参加している為、村長である白音とは顔馴染みである。
名前の由来は白土三平 。キャラのモチーフは、作者の一人であるうどん（当時は柳澤鉄郎名義）のデビュー作『忍者BOY』の主人公と思われる。
地院家 螺木奈（ちいんけ らぎな）
大内裏高校1年（連載開始時）・柔道部員、若美の妹。
雨宮に片思いしており、当初は柔道部入部を認めない兄・若美と確執があったが、第43話で月先生や老醜らの推薦を受け、晴れて柔道部員となった。一見内気で大人しそうに見えるが、殺しのテクニックに詳しく、目的達成のためならば手段を選ばない過激な性格。兄と同じく地院家流合気柔術の使い手でもある。
早くに両親を亡くしたためか寂しがり屋で、多くの動物を飼っている。貧乳コンプレックスがあり、柔道部唯一の女子部員かつ巨乳の美柑に嫉妬して暗殺目的の嫌がらせを仕掛けていたが、彼女の人柄に触れよき友人となり、後に淡藻や久美とも親しくなった。特に淡藻には「お父さんとお母さんが一度に出来たみたい」と強い思慕を抱いている。また、若鳥のことも異性の友人として認めており、時に若美の悪事から助けることもある。未成年だが既に酒をたしなむ。
五十嵐 十五（いがらし じゅうご）
大内裏高校1年（連載開始時）・柔道部員。「ウニちゃん」というヤマアラシ（実はピグミーハリネズミ）を飼っており、自身もツンツンと尖った髪型をしている。得意技は、ペットにちなんで山嵐。たびたび若美の毒牙にかかり「お婿に行けない体」にされてしまったり、練習中に螺木奈に締め上げられて失神したりと、何かと不遇。
練習中にカーリヤから尻を触るよう命じられた際、純情な性格ゆえそれを断ったが、逆にその新鮮な反応をカーリヤに気に入られた。以来、何度かに渡って強引なアタックを受けているようである。
月 満理奈（つき まりな）
大内裏高校教諭で柔道部顧問。女性であるがゆえに若美に疎まれ、長い間部活に顔を出すことが出来なかった。かなり体が硬く、柔道はど素人である。子供っぽい性格で、美柑を超える天然ボケ。担当教科は世界史で、特にロベスピエールにこだわりを持っているようである。
筋金入りの腐女子で、飛翔と若美をモデルにしたBL同人誌を描いていた。ペンネームは「ロベス・ピエ子」。上述の天然ボケが災いして腐女子趣味に関連する問題を引き起こすことがある。
名前の由来は夏木マリのアナグラム。

#### 柔道部を取り巻く人々
鶴谷 久美（つるや くみ）
大内裏高校1年A組（連載開始時）・写真部員。美柑の幼馴染で親友。盗聴・盗撮・情報操作等のスパイ行為が得意で、戦時に生を受ければマタ・ハリとも互角であったと豪語する。美柑が柔道に夢中であることが、少々面白くない。熊をも倒せる改造スタンガンを常に持ち歩いている。美柑に写真を売りつけるため若美を盗撮した事がきっかけで彼と交流を持つようになるが、本人曰く「メフィスト・フェレスと契約してしまった」とのこと。本人は霊感が強いと自負しているが、実際は全くない。スパイ修行の一環として忍術を教わったことがきっかけで白人と親しくなった。
『田舎ぐらし』では大学で若美の体から分泌される油を原料とした「若美油」の研究に勤しむ。
名前の由来はやくみつるのアナグラム。
野見 淡藻（のみ たんも）
大内裏高校1年（連載開始時）・相撲部。 大柄で筋肉質かつ巨乳のスポーツ少女。ボーイッシュな外見で怪力を誇る一方、内面はいたって純情で家庭的な乙女である。相撲の神・野見宿禰（のみのすくね）を祖先に持つ。大横綱だった父に、相撲エリートとなるべく男として育てられていた。若美の手によって父の支配から解放されて以来彼を慕っており、地院家流もある程度教わっている。美柑のことは、友人であると同時に若美を巡る恋のライバルとして意識している。また、紳士的で自分を女性として扱ってくれる飛翔にも次第に惹かれつつある。
体格を維持するためか、かなりの大食いで、合宿中こっそり山盛りのご飯を食べようとする姿を目撃されている。
『田舎暮らし』では自動車運転免許証を取得したばかりでその練習を兼ね、若鳥と共に『我妻村夏祭り』に参加。
名前の由来は「野見」＋みのもんたのアナグラム。
須磨 隆臣（すま たかおみ）
大内裏高校校長。校内で若美や白人が起こす迷惑行為に耐えかねて柔道部を廃部にしようと目論むが失敗し、恥ずかしい写真を撮られた。さらにその後、若美暗殺のため潜入した覚のセリアの破心眼を受けてしまったため重い精神的ダメージを被り、校長職を老醜に譲ることとなる。実は結構な武闘派で、学生時代は安保闘争に明け暮れた過去を持ち、当時から慣らした柔道の腕前には現在でも自信があるらしいが、若美やセリアには全く通じなかった。
名前の由来は岡田真澄のアナグラムで、元ネタである岡田と同じく外見がスターリンに似ているため、若美からは「スターリン校長」と呼ばれている。

#### その他
古家 恵子（こいえ けいこ）
派手な外見の不良少女。柔道部入部前の飛翔の気弱さに目をつけ、痴漢の濡れ衣を着せてカツアゲしようとした。
名前の由来は小池栄子のアナグラム。
沙粧 龍亜（さしょう りゅうあ）
大内裏高校相撲部主将。女性である淡藻が相撲部最強であることに、少々複雑な思いを抱いている模様。
名前の由来は朝青龍のアナグラム。

### 天地両院家関係者
地院家 璃穂（ちいんけ りほ）
若美と螺木奈の母。物語開始時点で既に故人。息子の若美にはなぜか幼児期からBL系の絵本や大人の玩具を与え、浣腸責めで躾をしていた。自身も地院家流合気柔術の使い手でもあり、老醜にも合気道を教えていたことがある。
「天地合の儀式」で夫の若元を天院家老骸に殺され、さらに若美を老醜との「天地合の儀式」に指名された非道に耐えかね、老骸を倒すため単身天院家に向かったまま帰らぬ人となる。
天院家 老醜（てんいんけ ろうしゅう）
若美の幼馴染にして親友。地院家と対をなす天院家の跡取りとして、幼少の頃から父親に過酷な格闘技のスパルタ教育を仕込まれ、天院家流合気柔術を会得した凄腕の殺し屋。普段は天院家の代表者としての毅然たる態度を崩さないが、父親と若美の両親との争いから若美に対しては友情の一方で負い目も感じており、自身の本音との間で密かに悩むなど繊細な一面も。実母と幼い頃に死別したためマザコンの傾向がある。天地両院家の宿命により、将来は若美とどちらかが絶命するまで闘う「天地合の儀式」をしなくてはならないが、若美と同様に本心では儀式を避けたがっている。
覚のセリアの破心眼を受けて職務遂行不能状態になった須磨校長に代わり、大内裏高校の校長職に就く。統率者としてのリーダーシップも高く、螺木奈の柔道部入部や柔道部の公式試合出場復帰を計らうなど面倒見の良い面もあるが、酒癖が極端に悪い。
『田舎暮らし』では就職もままならない若美を見かねて、バイクでの放浪の旅に連れ出した。
天院家 老骸（てんいんけ ろうがい）
老醜の父。天院家を取り仕切る当主。冷酷非情な性格で「天地合の儀式」で若美の父・若元を死に至らしめ、その後母の璃穂をも殺害した過去がある。女性と偽って育てられていた若美の性別を見破り、彼を「天地合の儀式」における老醜の相手に決定した張本人。
地院家 道円（ちいんけ どうえん）
『田舎暮らし』第10話で初登場。若美の叔父で僧侶。転んで腰を打ち病院に入院した純情寺の住職の代役として若美が呼び寄せた。現時点で地院家の宿命を逃れるかの様に出家したとしか判っていない。
入谷 黎命（いりや れいめい）
通称「霧裂きのイリヤ」。本名はイリヤ・アイゼンシュタット。かつては裏街で喧嘩にあけくれる不良少年だったが、その素質を老醜に見出され弟子となった。ナイフを得意の武器とする。尊敬する老醜に認められるため天院家の刺客として若美を狙うが、力及ばず何度も返り討ちにされている。
またカーリヤの入れ知恵で若美の手ほどきを受けている美柑を倒す事を考えるが、そのような卑劣な真似をして老醜が自分を認めてくれるとは考えられず思いとどまった。
飛翔にも劣らない美貌が災いして若美に気に入られてしまい、返り討ちに遭う度に唇を奪われ、その後も何かと毒牙にかかり続ける。
蛇神 狩谷（じゃしん・かーりや）
天院家に仕える女殺し屋にして、その中でも屈指の戦闘力を誇る老骸の最側近。普段はクールだが非常に好戦的で、戦闘時には気性の荒さを露わにする。内面には女性的な部分も持っているが、長年戦いの中で生きてきた習慣ゆえに素の自分を見られることを恥じる傾向にある。
蛇をこよなく愛し、怪力と柔軟な身のこなしから繰り出す締め技が得意。正確な年齢は不明だが、若美と老醜が子供の頃にはすでに成人に近く、天院家門下ではかなり年季の入った戦士である。逞しさと豊満さを併せ持つ体格の持ち主で、服装も肌の露出が多くボディラインを強調したものを好む。歳相応に下ネタにも慣れており、異性に対しても積極的である。
老骸から「天地合」に全く関心を持たない若美を倒し、勝利した際にはその遺伝子を手に入れるよう命令を受け、若美と対決するが敗れる。自ら若美に結婚を持ちかけたこともあり、単に命令だけで若美と接しているわけではない。
その一方で若美にあしらわれるだけで焦るイリヤに「若美の弟子」の美柑を倒す事を吹き込むなど、冷徹な部分もある。
老醜が大内裏高校校長に就任してからは保健室の先生になりすまし、彼を補佐する。潜入任務をこなすために保育士免許ほか職業資格を多数持っている。
覚のセリア（さとりのセリア）
天院家に仕える女殺し屋にして、「総帥の目」の異名を取る老骸の最側近。常に物静かでストイックな性格。カーリヤと同い年にもかかわらず、高校生に化けても違和感がないほど外見が若い。カーリヤほどではないものの十分に成熟したスタイルであるが、服装の趣味や性に関しては保守的。
「気」の流れを読むことに関しては家中でも右に出る者のない実力者で、視覚情報を全く必要としないほど周囲の状況を把握出来たり、相手の思考を的確に読み取る読心術に長け、先読み・カウンター戦術や精神攻撃を得意とし、カーリヤも対戦を避けるほどである（ただし幼馴染みであり、私生活では時折共に食事に行くなど仲はよい）。また勘が非常に鋭く、凶事の予感は外れたことがないという。見つめた相手のトラウマを強制的に想起・増幅させて行動不能に陥れる「破心眼」を切り札としているが、開眼するとセリアの意思に関係なく見つめた人間に対して破心眼が発動してしまうため、普段は常に眼を閉じている。また、記憶を消すなどの意識操作術の心得もある。戦術を読心術に頼り過ぎているという弱点があるが、それを突ける相手がごく限られることからセリア本人は余り気にしていない。
老骸の命で若美を襲うもウブで下ネタに弱かったため、若美の破廉恥な妄想で得意の読心術を封じられ、ならばと発動させた破心眼も「全裸になった若美の姿のイメージを見せ付ける」というカウンターで無効化され、若美の思考や心を読めば読むほど逆に自身が精神的ダメージを負うというジレンマに耐えられず、ほぼ自滅する形で敗北を喫した。このような屈辱的な敗北は受け入れがたいものであったようで、若美の妄想や対破心眼カウンターへの耐性を獲得すべく、後に月先生との交流でBLのイロハを学び、元々長けていた書画の才でBL漫画を執筆するようになる。しかし、結局その修行も根本的な弱点の解消には至らず、同じような流れで敗北を重ねた末にリベンジを諦めた。
老醜が大内裏高校校長に就任してからはスクールカウンセラーになりすまし、彼を補佐する。
三平 赤人（みひら あかひと）
天院家に仕える「三平流」忍者の頭領。白人の父。白人が幼い頃に、天院家老骸の半ば脅迫ともいえる強い意向により天院家の配下となった。

### 我妻村関係者
『田舎ぐらし』における主要人物。
赤木武尊（あかぎ ほたか）
生まれ育った我妻村をこよなく愛する男子高校生。野猿に餌をやろうとしたDQNな連中に注意するも、逆に絡まれてしまったところを若美に助けられる。
今時の男子高校生にしては人一倍の郷土愛を持っており、「一緒に農家を手伝ってもらえませんか？」と若美に助けを求めるほど、過疎化が進んでいることに落胆している。
中性的な顔つきゆえにDQN連中からは女性に見られたり、異性愛者である昭慶からも一目惚れされる要因となった。
母である村長の命令により、若美に襲われないように女友達の新高敦子が着ている上着を着せられている。
第1話での若美の妄想シーンでは若美自身と共に六尺褌姿で登場。
なお、父親は幾多の役員を押し付けられた挙句に殺人的なスケジュールに耐えきれず逃亡（つまり、別居）している。
赤木白音（あかぎ しらね）
武尊の母で我妻村村長。高校生の息子を持つ母親とは思えない美人で、「若美油」の主成分である若美菌が拒否反応を示すほど。「若美油」を商品化して村おこしを目論む。若い頃はある暴走族に属するレディースの一人だった。
一見、若美を信頼しているようにも見えるが、一人息子である武尊が若美の（性的な）魔の手に堕ちないように武尊の女友達である新高敦子の上着を着せたり、武尊の部屋に自身の下着や衣類を貼って夜這いを阻止するなど、密かに警戒している。
赤木朝日（あかぎ あさひ）
武尊の祖母。若い頃は「我妻のグレタ・ガルボ」と呼ばれるほどの美人だった。
春彦(はるひこ)
武尊の父親。上記の様に村から逃げ出し、晴名町の繁華街で小料理屋「小料理ほたか」を経営している。雨宮に瓜二つの容姿をしている。家族に対して未練があり、白音と復縁したいと思っている。
アレハンドロ
農機具や自動車類を扱う、井出モータースの外国人従業員。太田市の自動車工場での勤務経験あり。
袈裟丸昭慶（けさまる あきよし）
大源太の同級生であり、上州国際農業大学付属高等学校（通称：上農）に通う高校生（学年不明）で「ケサマル食品」の跡取り息子。通称：アッキー。普段はスポーツカーに女友達を乗せて乗り回し、プール付きの豪邸に住んでいる。大の虫嫌いで、肩に留まった毛虫を取ってもらったのがきっかけで武尊に恋心を抱くようになる。
叉鬼大源太（またぎ だいげんた）
武尊の幼馴染みであり、昭慶の同級生で猟師の息子。普段は昭和時代の「番長」を彷彿させる格好をしており、コンビニのゴミ箱にサーフボードを不法投棄しようとしているDQNたちを注意した。
動物好きで強靭な身体が傷だらけになってでも罠にかかった害獣を逃す癖があり、その点で若美に目をつけられ散々な目に遭う。
新高敦子（にいたか あつこ）
通称：アッコ。武尊たちの女友達で中学時代は男友達である大源太、武尊と同じ学校に通っていた。村長命令で武尊が若美に襲われない様に自らの上着を着せる。
かず江・富夫夫妻
赤木家の近所に住む老夫婦。姓不明。
佐分利先生
袈裟丸と大源太の担任教師。若美の中学時代の恩師だったが、女子生徒のストレッチを手伝ったのをセクハラ扱いされて解雇されてしまった。美柑の入部時に若美の回想に登場し、彼女が「練習中の接触が武道の範疇(例:寝技)である限りは決してセクハラ呼ばわりせず、途中で柔道部は辞める場合は罰金100万円を払う」という誓約書にサインする原因となった人物でもある。

### その他の人物
若鳥母
本名不明。飛翔の母。温厚ではあるが、同時に繊細で気弱な性格で、唯一の男児である飛翔への対応に悩んでいる。飛翔が幼少の頃には彼を溺愛するあまり趣味で女の子の格好をさせるなどしており、このことが飛翔の弱々しさや女性への奥手さの一因となってしまった。
若美の外面にすっかり騙されており、疑いなく家に招き入れたり旅行に同行させたりしてしまう。
若鳥笹美（わかとり ささみ）
飛翔の姉。飛翔を下僕のように扱う一方、子供の頃から飛翔がいじめられていると助けに入るなど、実は弟思いな一面もあり、いわゆるツンデレ。
若美の真の姿を知らず「素敵な主将さん」として好感を抱いており、若美を撃退するため飛翔に利用されることもあるため、若美も表面上は好意的に接しつつも内心では疎ましく思っている。
若鳥ひなの（わかとり ひなの）
飛翔の妹。わがままで、飛翔を気遣う様子はほとんどない。
野見七起（のみ ななき）
ブラジリアン柔術の達人。淡藻の父親の元一番弟子で野見家の養子となったが、当時中学生だった淡藻を手篭めにしようとしたためブラジルに追放された。「女は下手に武術など習得せず、男に守られるべき」というポリシーを持ち、負けたら自分の妻になることを条件に淡藻と勝負するが敗北、逆に若美の愛欲の犠牲となった。
名前の由来は木の実ナナのアナグラム。
若美の使徒
若美と同じく美少年に目がない変態仲間たち。SM趣味、女装趣味、露出狂など多種多様な変質者たちで構成されており、見るからに怪しい容姿の人物ばかりだが、普段は一応まともに働いている。全員が若美の人柄に惚れ込んで慕っており、その指示に従って手駒になることも厭わない。仲間同士の絆も強く、若美を中心にした一種の組織的な集団を形成している。肉体派揃いでもあり、若美に柔術を学んでいる一部のメンバーは侮れない実力を持っている。
単なるコメディリリーフや同好の志の集まりにも見えるが、若美は彼らとの人脈によって各方面へ少なくないコネや影響力を持っており、裏方として重要な役目を担っている。ただし、その力は若美の私利私欲のために使われることも少なくない。

## その他
- 地院家・天院家ともに対極の関係ではあるが互いに交流はあり、多少ながら双方の技を教わることもある。
- かつては天地両院家はひとつの存在で、保元の乱で両院家が分裂して双方の当主が対決し、勝利した者が両院家の技を極め、天下をも覆す無敵の奥義を会得したことを起源とし、以来「天地合」の儀式はこの奥義を会得するために代々継承されてきた[8]。こうした背景から「天地合」は両院家とも男性のみが行う資格がある（若美が美柑以外の柔道部員＝男性に地院家流を伝授しないのはそのため）。
- 単行本には、よく作者の「波乱万丈人生」が書かれている。

## 書誌情報
1. 2007年01月12日発売、ISBN 978-4-06-363783-0
2. 2007年03月16日発売、ISBN 978-4-06-363812-7
3. 2007年05月17日発売、ISBN 978-4-06-363835-6
4. 2007年09月14日発売、ISBN 978-4-06-363892-9
5. 2008年04月17日発売、ISBN 978-4-06-363979-7
6. 2008年12月17日発売、ISBN 978-4-06-384079-7
7. 2009年07月17日発売、ISBN 978-4-06-384162-6
8. 2010年02月17日発売、ISBN 978-4-06-384250-0
9. 2010年07月16日発売、ISBN 978-4-06-384332-3
10. 2011年03月17日発売、ISBN 978-4-06-384448-1
11. 2011年10月17日発売、ISBN 978-4-06-384569-3